# Podoscirtodes maculipennis
Podoscirtodes maculipennis är en insektsart som först beskrevs av Henri Saussure 1878.  Podoscirtodes maculipennis ingår i släktet Podoscirtodes och familjen syrsor. Inga underarter finns listade i Catalogue of Life.